# Stiftsgymnasium Seitenstetten
Das Stiftsgymnasium Seitenstetten ist ein öffentliches Stiftsgymnasium der Benediktiner in Seitenstetten (Niederösterreich) mit humanistischem Schwerpunkt und einem neusprachlichen Zweig.

## Geschichte
Die Gründung eines Gymnasiums im Stift Seitenstetten erfolgte unter Abt Kolumban Zehetner. Auf ein Gesuch des Abtes 1814 wurde das Stiftsgymnasium zu einem öffentlichen Gymnasium erhoben. 1814/1815 wurde ein Konvikt errichtet, das im ersten Jahr 45 Schüler beherbergte.
1871 wurde auch das bischöfliche Knabenseminar „Marianum“ von Krems an der Donau nach Seitenstetten verlegt, wo es bis 2006 bestand.
Die nationalsozialistische Herrschaft in Österreich hatte auch Folgen für das Stiftsgymnasium Seitenstetten, da ihm 1938 das Öffentlichkeitsrecht entzogen wurde. Bereits am 2. Oktober 1945 konnte das Stiftsgymnasium jedoch den Schulbetrieb wieder aufnehmen.
Seit 1972 können auch Mädchen am Stiftsgymnasium maturieren.

## Schulprofil
Wert wird besonders auf den humanistischen (Altgriechisch, Deutsch, Englisch, Französisch, Italienisch, Latein, Spanisch) und den musisch-kreativen Teil der Bildung gelegt.

## Ehemalige Schüler
- Cajetan Felder (1814–1894), Wiener Bürgermeister von 1868 bis 1878
- Franz Haböck (1868–1921), Musikpädagoge
- Norbert Haselsteiner, Bezirkshauptmann
- Paul Hönigl, Matura 1915, SS-Hauptsturmführer, beteiligt am Juliputsch 1934, 1938 beim Sonderdezernat IVd-8 (Arisierungen), 1947 Verurteilung wegen Hochverrats[1]
- Julius Kampitsch (1900–1974), Hotelbesitzer und Politiker. Wegen Konspiration mit illegalen Nationalsozialisten und Vorbereitung der Machtergreifung durch die NSDAP wurde er zu 20 Jahren schweren Kerkers verurteilt.[2]
- Roman Jäger (1909–1944), Jurist, seit 1938 Mitglied des Reichstags und Gauleiter von Niederdonau.
- Rudolf Kalmar junior (1900–1974), Journalist und Schriftsteller, Präsident des Presseclubs Concordia, Matura 1918
- Thomas Kozich (1901–1983), Politiker (NSDAP) und SA-Führer
- Anton Leichtfried, Weihbischof der Diözese St. Pölten seit 2007
- Ernst Mach (1838–1916), Physiker und Philosoph, nach ihm benannt ist die Größe der Schallgeschwindigkeit
- Wilhelm Miklas (1872–1956), Bundespräsident 1928 bis 1938
- Alois Mock (1934–2017), Außenminister 1987 bis 1995
- Franz Nagl (1855–1913), Kardinal und Wiener Erzbischof von 1911 bis 1913
- Julius Raab (1891–1964), Bundeskanzler von 1953 bis 1961
- Heinrich Rauscher (1891–1960), Lehrer und Heimatforscher
- Werner Seif, Landesamtsdirektor
- Lelio Spannocchi (1911–1986), Präsident des Oberösterreichischen Landtags 1973 bis 1979
- Josef Stangl (1911–1966), Pfarrer und Widerstandskämpfer
- Alois Stöger (1904–1999), Weihbischof in der Diözese St. Pölten von 1967 bis 1986
- Wolfgang Wiedermann, 68. Abt vom Stift Zwettl
- Kunibert Zinner (1906–1990), österreichischer Bildhauer und Musiker, Landesleiter der Reichskammer der bildenden Künste, Gau Niederdonau